# Mozgásjavító Általános Iskola
A Mozgásjavító EGYMI, teljes nevén Mozgásjavitó Egységes Gyógypedagógiai Módszertani Intézmény Óvoda, Általános Iskola, Gimnázium, Fejlesztő Nevelés-Oktatást Végző Iskola és Kollégium egy Budapest XIV. kerületében működő oktatási intézmény. Épülete a régi Zsidó Vakok Intézete.

## Leírás
1903-ban a zsidó származású gyermektelen Lovag Wechselman Ignác építész feleségével, Neuschloss Zsófiával végrendeletet tett egy gyengénlátó gyermekek tanítását és gondozását végző intézmény számára. Wechselmann meghagyta, hogy a létrejövő intézetnek fele-fele arányban kell felvennie zsidó és nem-zsidó származású rászorultakat.
A Zsidó Vakok Intézetének – részben szecessziós, részben art décóra jellemző – vörös téglaépülete Lajta Béla (1873–1920) tervei szerint 1908-ban készült el. A Galambos Jenő készítette két kovácsoltvas oszlopfő eredetileg örökmécsesként szolgált. A bal oldali ('kosos') oszlopfő belső oldalán a felirat: „A vak gondolatát égi atyjára irányítsa”, a jobb oldalon lévő ('halas') oszlopfőn ugyanez: „Isten adja a szemnek a látást”. Galambos munkája a kovácsoltvas dísz is, így az állatmotívumokkal, Braille-írásos bibliai és klasszikus magyar idézet-táblákkal díszített kerítést.
Az épület az 1920-as évektől a siketnémák intézete lett. 1944-ben gettó volt, a háború után pedig egy általános iskolát telepítettek a falai közé. Az 1950-es években néhány évig itt működött az Idegen Nyelvek Főiskolája, 1956 után fokozatosan a Mozgásjavító Iskola kapott benne helyet. Az eredeti épület háta mögé az 1960-as években hozzátoldott tömböt a 2000-es években elbontották, és egy modern, az épülettől építészetileg is függetlenül álló építményre cserélték. Az egész Lajta-épület felújítása még várat magára.

## Képtár

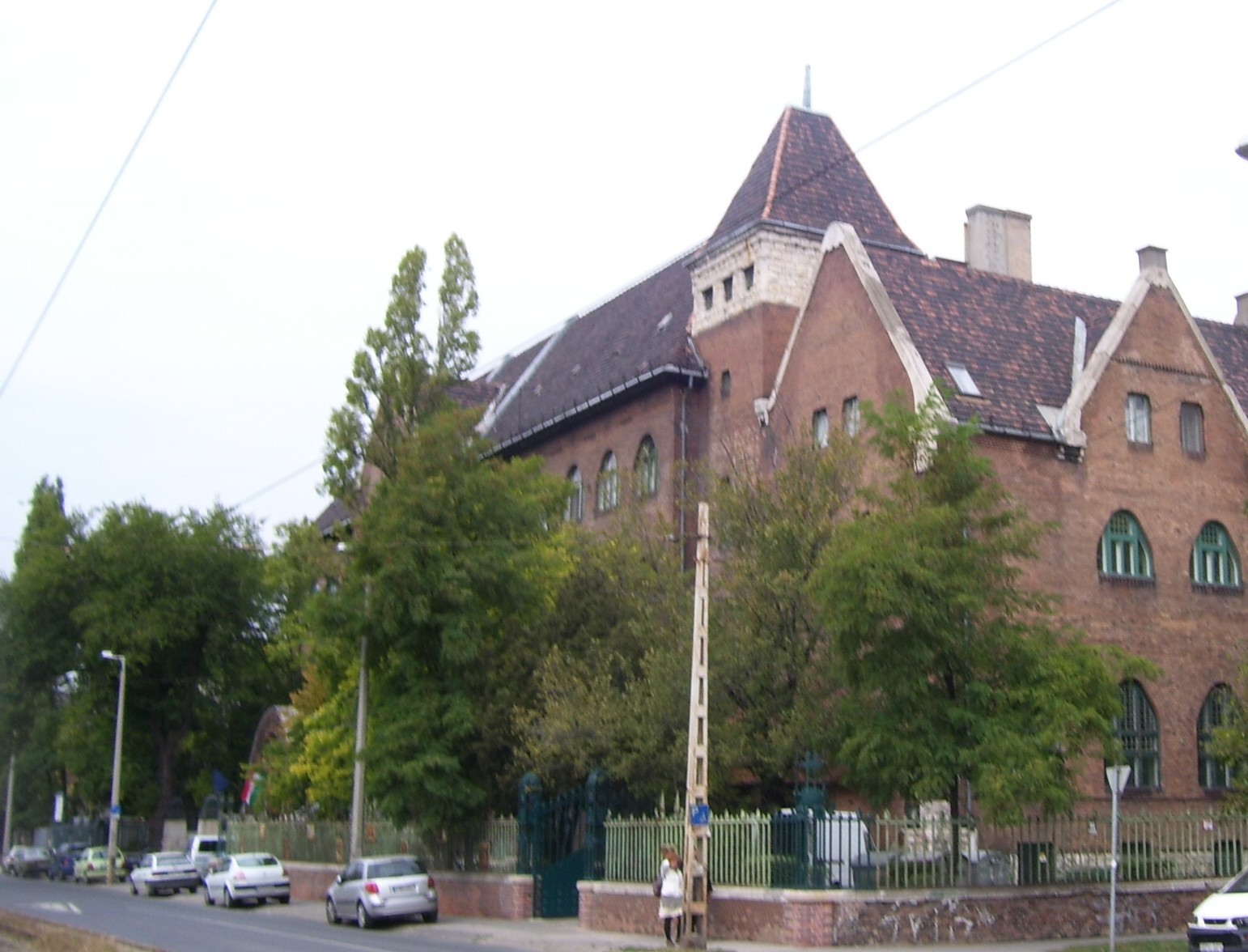
Az épület távolabbról
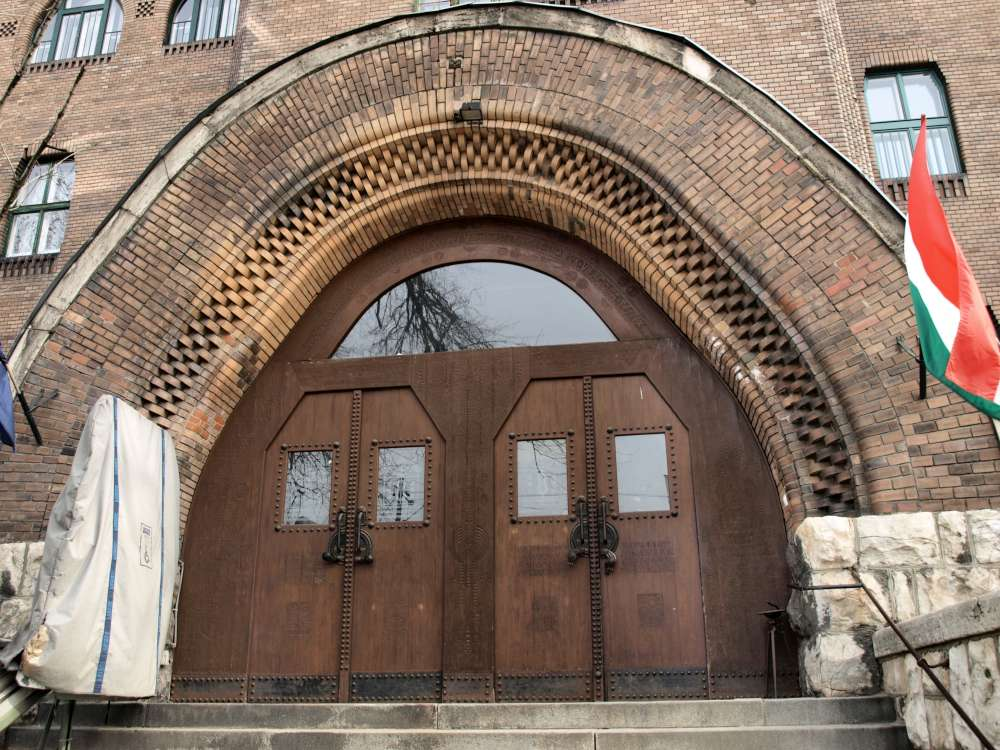
Bejárat
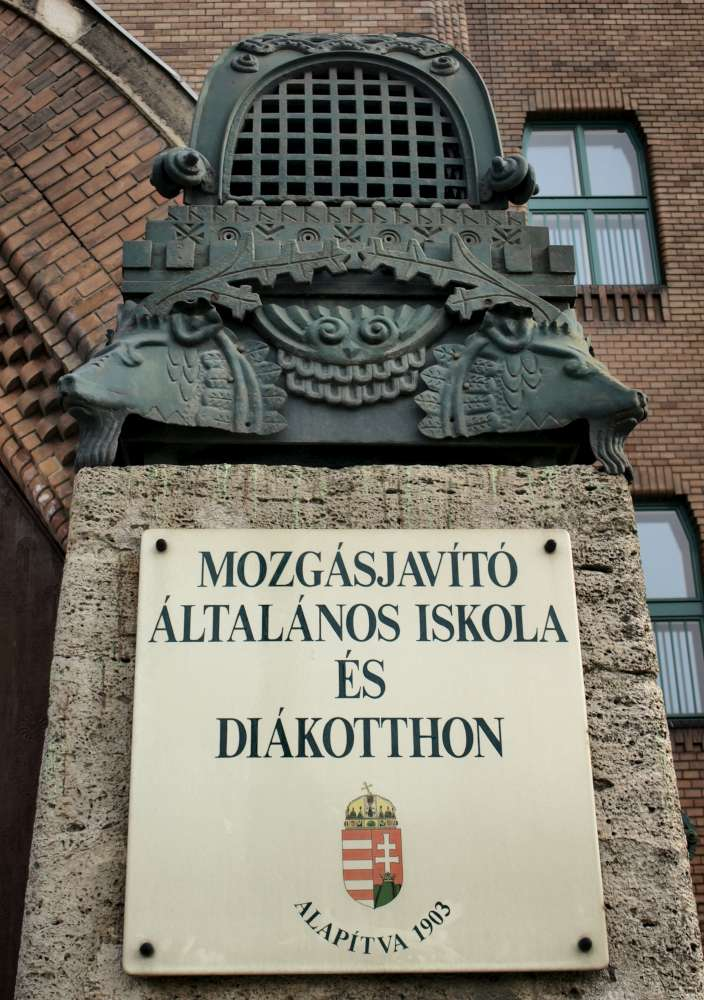
Névtábla
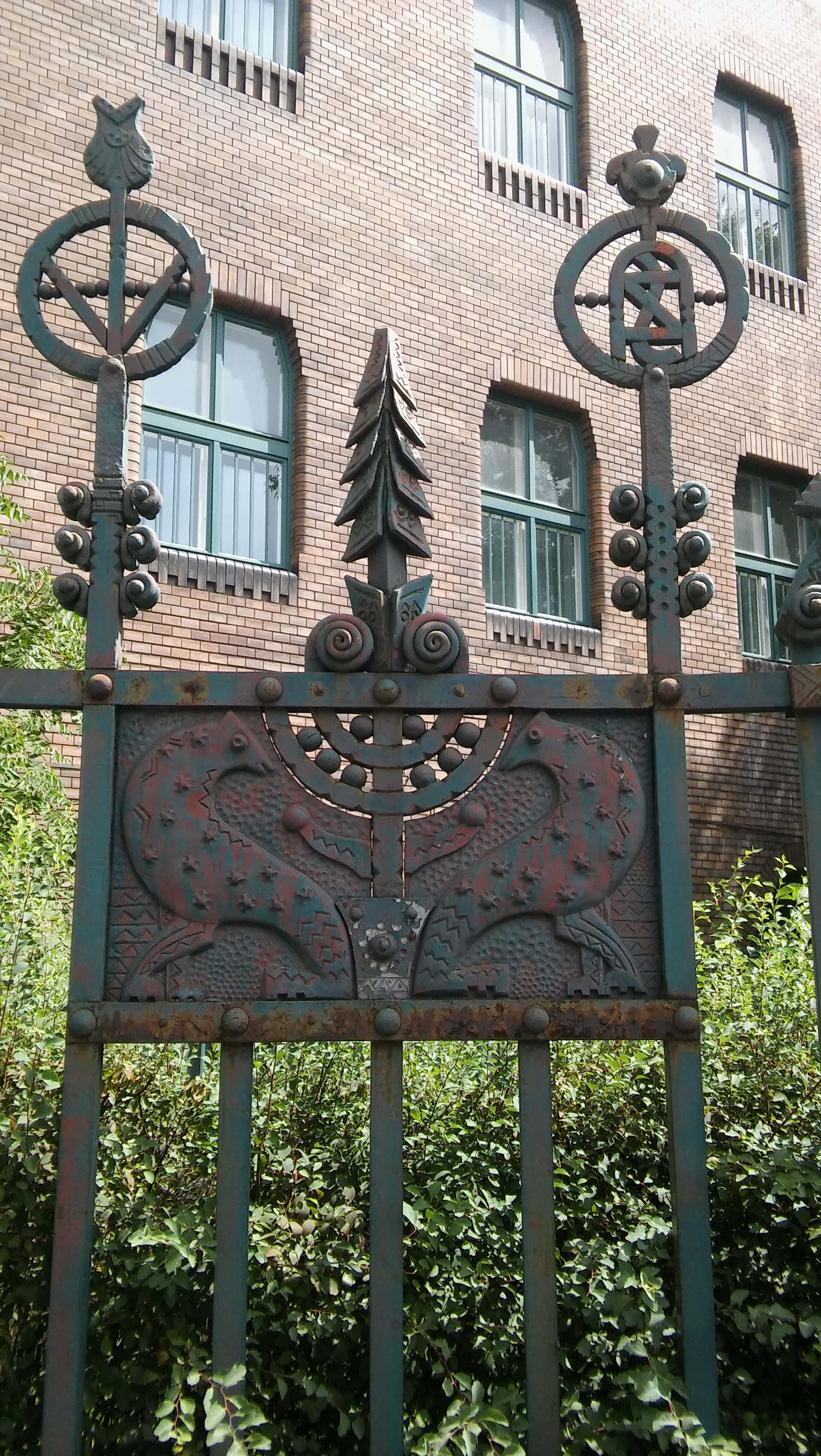
Kerítésdísz
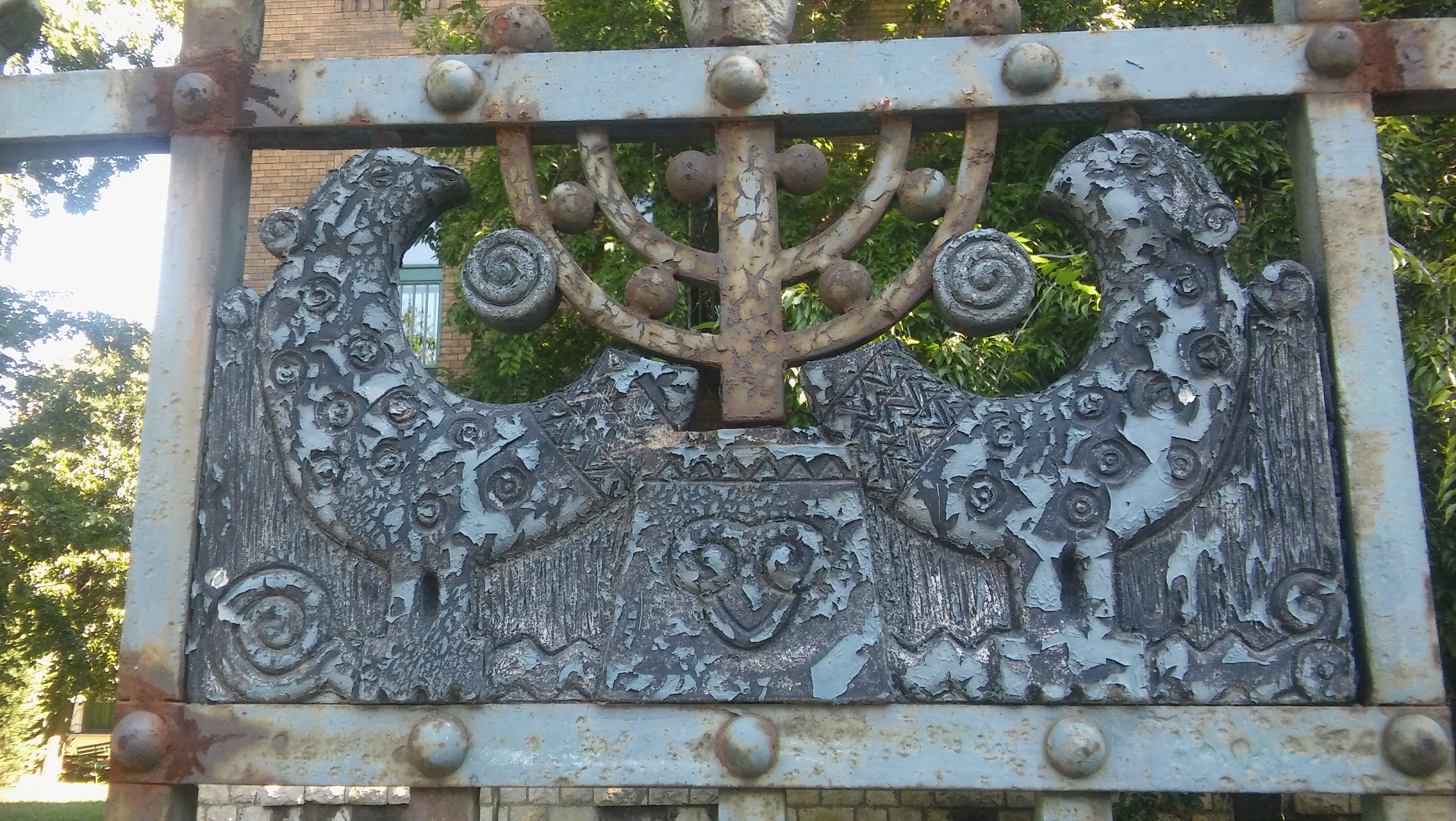
Kerítésdísz
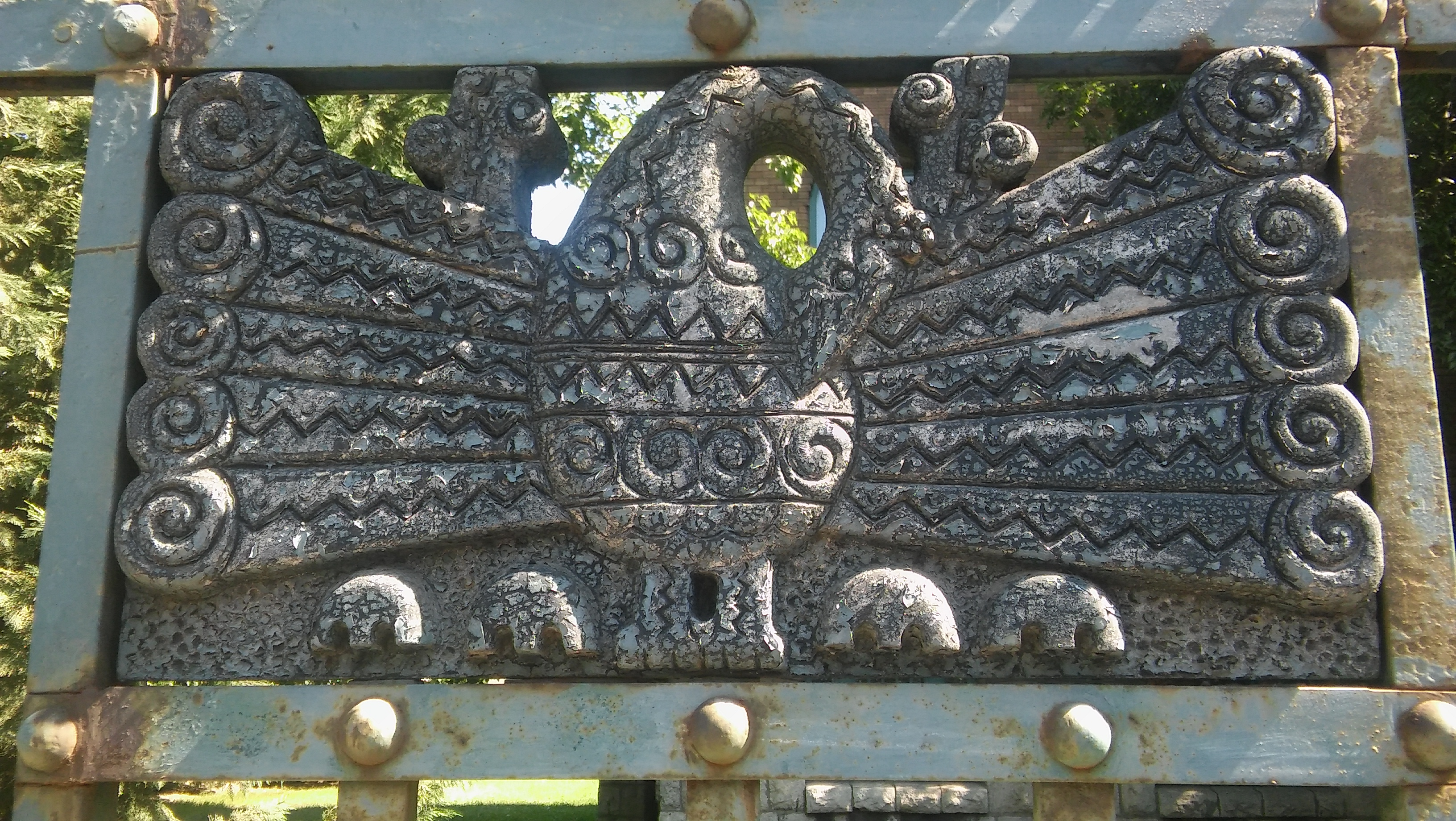
Kerítésdísz
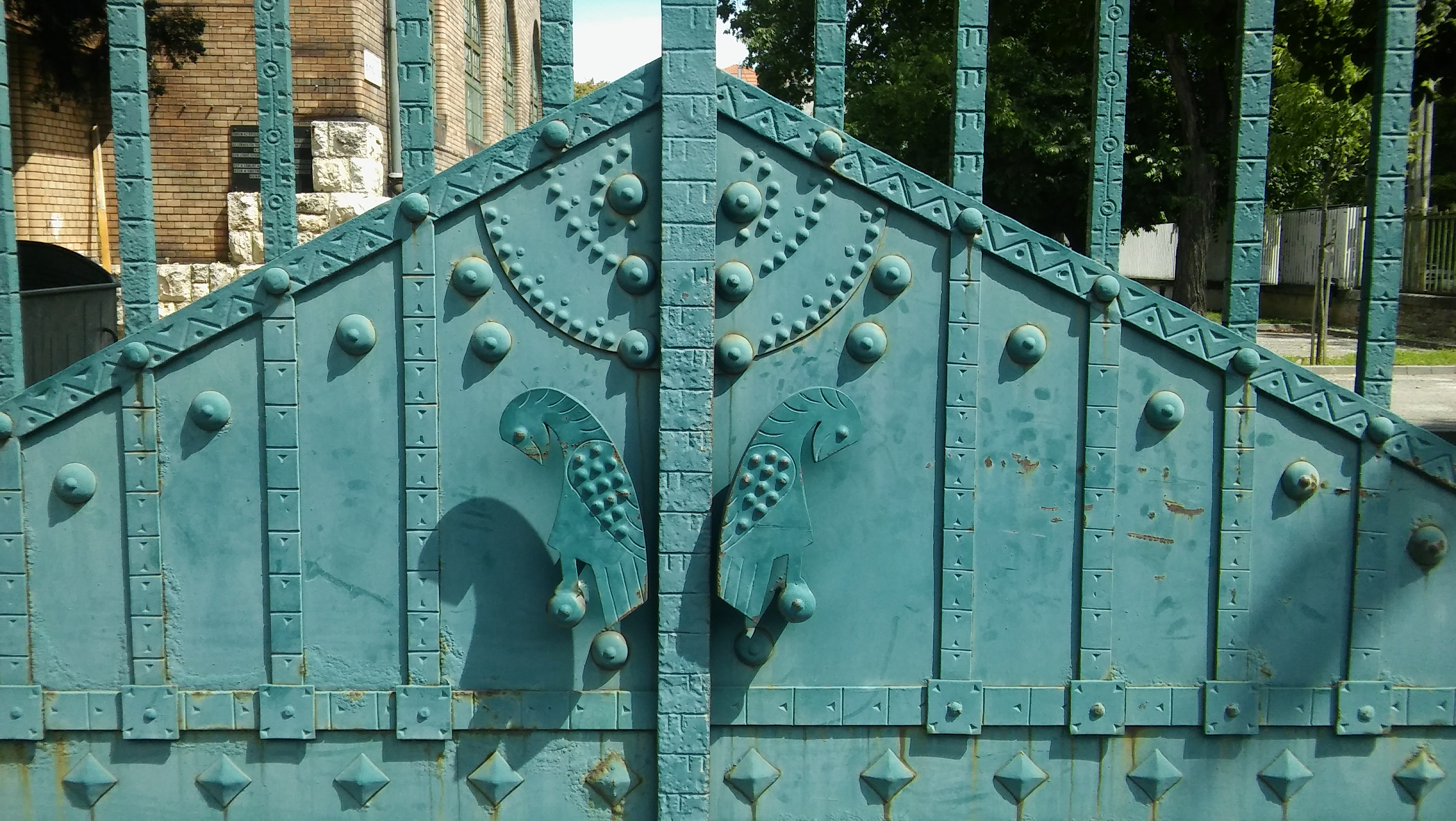
Kertkapu
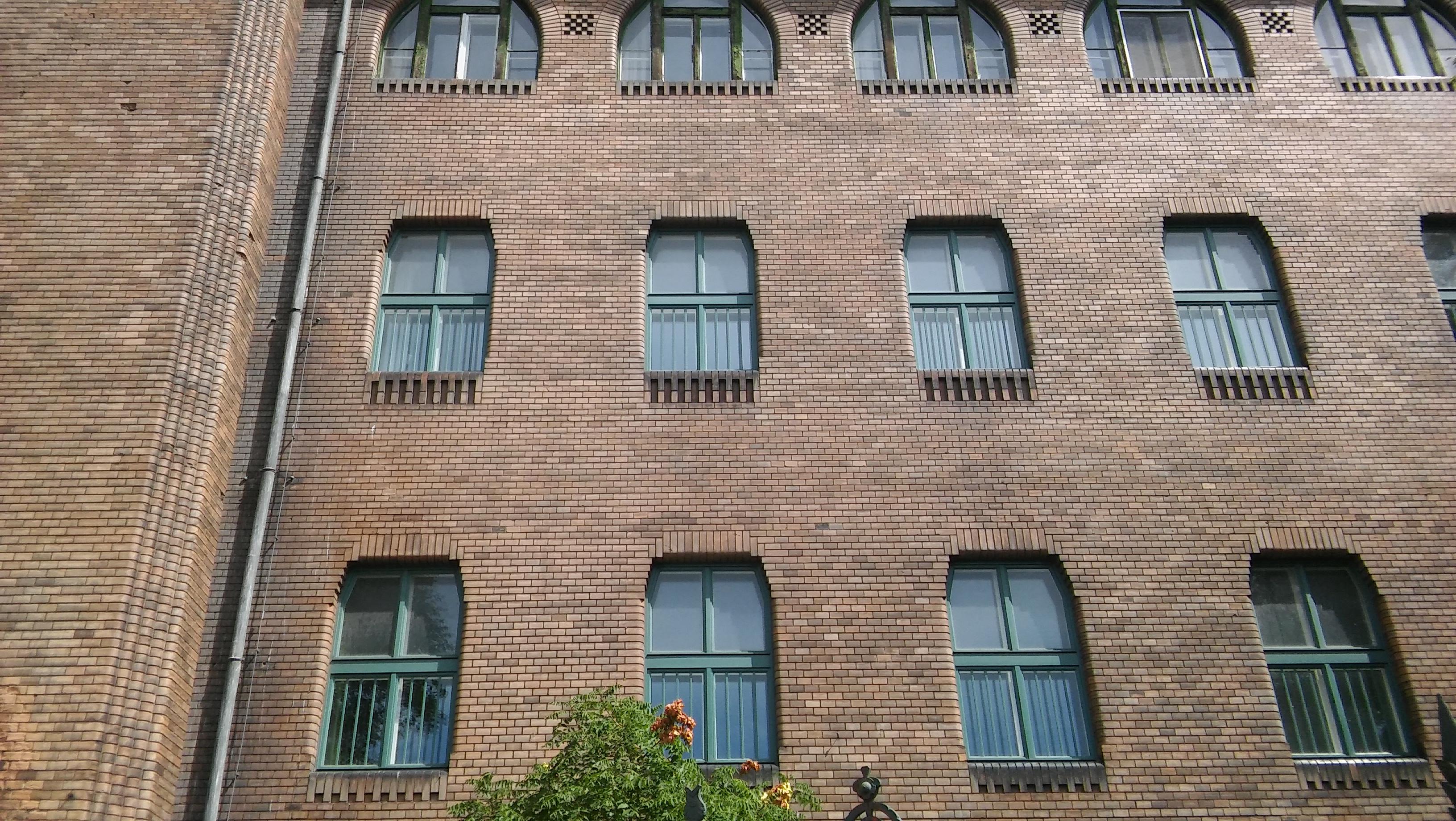
Homlokzatrészlet ablakokkal
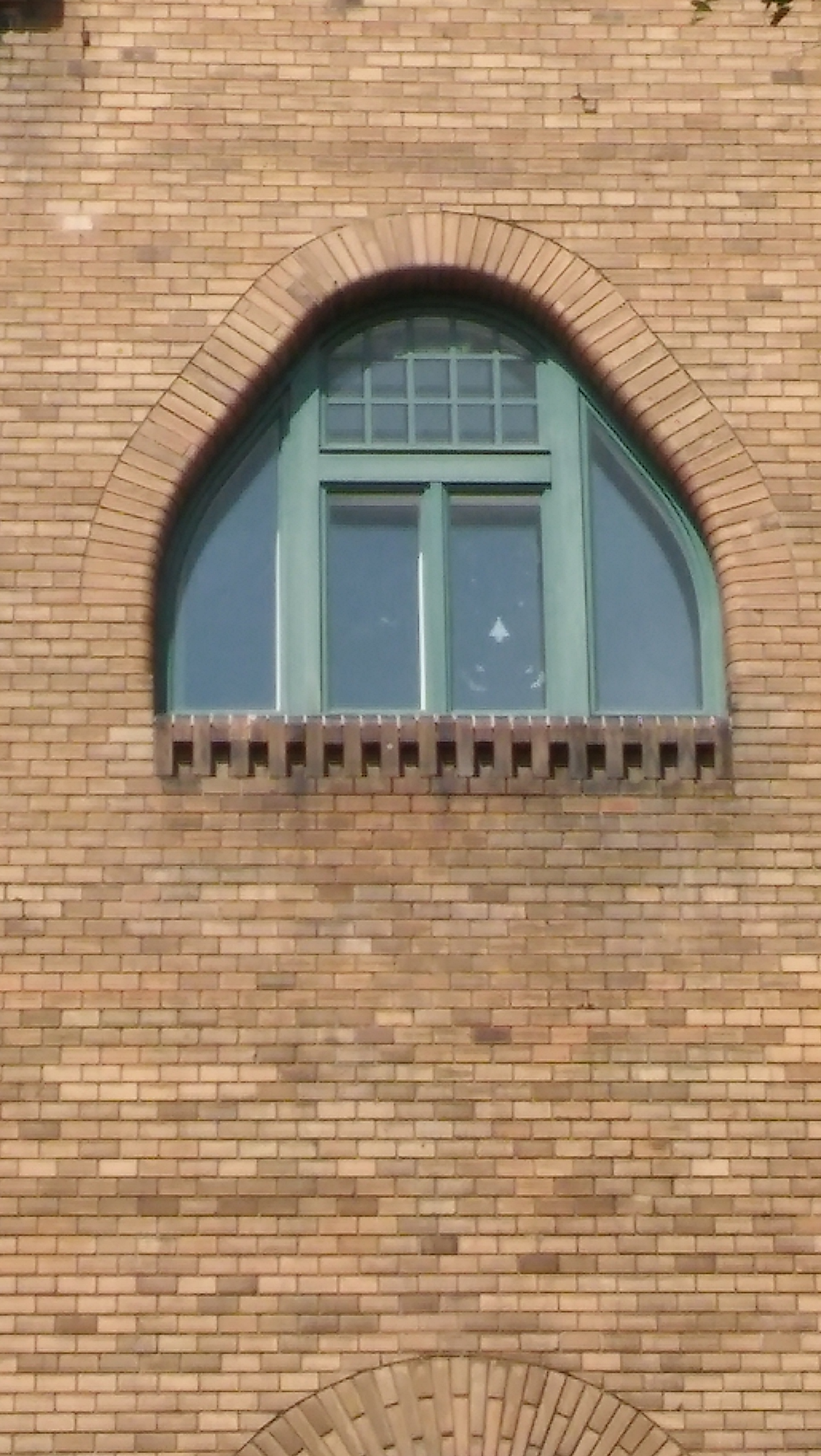
Ablak
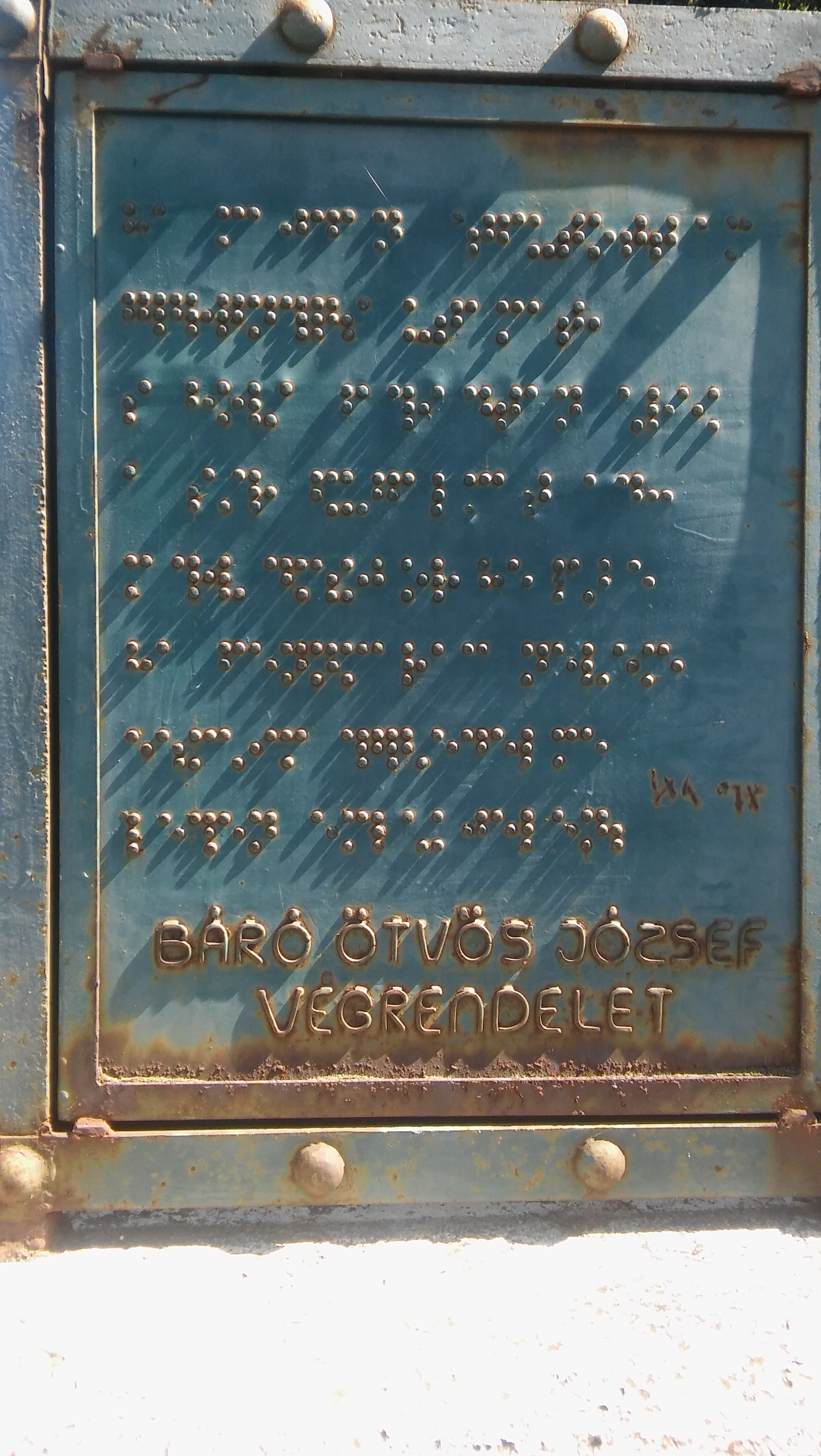
Braille írásos tábla